# Ultimul răspuns
„Ultimul răspuns” („The Last Answer”) este  o povestire științifico-fantastică scrisa de Isaac Asimov. A fost publicată prima dată în numărul din ianuarie  1980 al revistei Analog Science Fiction and Fact și republicată în antologiile The Winds of Change and Other Stories (1983), The Best Science Fiction of Isaac Asimov (1986) și Robot Dreams (1986).
A apărut în limba română în 1991 la Editura Bit în  antologia Ultimul răspuns.

## Prezentare
În poveste, un fizician ateu, Murray Templeton, moare de infarct miocardic și este întâmpinat de o ființă cu o presupusă cunoaștere infinită. Această ființă, denumită Vocea, spune fizicianului că natura vieții sale după moarte este ca o legătură a forțelor electromagnetice. Vocea concluzionează că, din toate ideile umane, seamănă cel mai mult cu Dumnezeu, dar el este contrar oricărei concepții umane despre aceasta ființă. Vocea îl informează că tot Universul este o creație a Vocii, scopul său fiind de a răspândi viața inteligentă, care, după moarte, ar putea servi propriilor scopuri ale Vocii - scopul lui Templeton, ca al tuturor ceilalți, este să gândească veșnic ca să distreze Vocea. Discutând cu Vocea, Templeton află că Vocea dorește gânduri originale care să-i satisfacă curiozitatea...

## Vezi și
- 1980 în literatură
- 1980 în științifico-fantastic
- Listă cu povestirile lui Isaac Asimov traduse în limba română